# ESports Award
«eSports Award» — одна из самых престижных премий в мире киберспорта, вручаемая прогеймерам, командам, журналистам и разработчикам за выдающиеся достижения и вклад в развитие киберспортивных дисциплин.

## История
Премия учреждена компанией Turtle Entertainment и вручается ежегодно начиная с 2004 года. Церемония награждения проходит в Германии одновременно с Games Convention, одним из крупнейших мероприятий в индустрии компьютерных игр. Победители в большинстве номинаций определяются голосованием жюри, в которое входят прогеймеры, менеджеры и владельцы известных киберспортивных организаций. В отдельных случаях обладатели наград выявляются путём онлайн-голосований. Последний раз премия вручалась в 2009 году.
В 2010 году компания Turtle Entertainment анонсировала очередное вручение наград, однако ни номинанты, ни победители так и не были названы.

## Победители в различных категориях
Набор категорий, в которых определяется победитель, меняется от года к году. В различные годы приз получали следующие игроки, команды, журналисты и организации:
| Категория                        | 2009 год                      | 2008 год       | 2007 год                   | 2006 год            | 2005 год               | 2004 год          |
| -------------------------------- | ----------------------------- | -------------- | -------------------------- | ------------------- | ---------------------- | ----------------- |
| Игрок года                       | GeT RiGhT                     | Moon           | Филип «Neo» Кубски         | Grubby              | Vo0                    | Madfrog           |
| Команда года                     | Fnatic                        | mTw.dk         | PGS Gaming                 | Fnatic              | 4Kings                 | EYEballers        |
| Игрок в Counter-Strike           | GeT RiGhT                     | mTw\|Sunde     | neo                        | f0rest              | fRod                   | Potti             |
| Игрок в Warcraft III             | Grubby                        | Moon           | ToD                        | Grubby              | Grubby                 | Sweet             |
| Дуэльный игрок                   |                               |                | toxjq                      |                     |                        |                   |
| Прорыв года                      | LucifroN                      | cyx            | av3k                       | Kapio               | Vo0                    | Burnie            |
| Киберспортивный репортаж         | readmore.de                   | replays.net    | readmore                   | SK Gaming, readmore | SK Gaming, mousesports | SK Gaming, rushed |
| Киберспортивный журналист        | Корин Коул                    | Михал Бличарз  | Дэвид Абель, Михал Бличарз |                     |                        |                   |
| Профессиональный журналист       | Юрген Шмидер и Ингмар Хофманн | Винфрид Лааш   | Тим Фарин и Кристиан Парт  | Бернхард Хюбнер     |                        |                   |
| Игра года                        | Quake Live                    | Call of Duty 4 | Pro Evolution Soccer 6     |                     |                        |                   |
| За совокупные достижения         |                               |                | Fatal1ty                   |                     |                        |                   |
| Фотография года                  | Йонас Гебхардт                | Рафал Лаговски |                            |                     |                        |                   |
| Игрок в Call of Duty             | razMKi                        | OZWALD         |                            |                     |                        |                   |
| Игрок в Halo                     |                               | Karma          |                            |                     |                        |                   |
| Консольный игрок                 | Snipedown                     | OGRE2          |                            |                     |                        |                   |
| Консольная команда               | Str8 Rippin                   | Final Boss     |                            |                     |                        |                   |
| Игрок в Counter-Strike (девушки) |                               |                |                            |                     |                        | Lena              |
| Издатель игр                     |                               |                |                            | Electronic Arts     | Electronic Arts        | Electronic Arts   |
| Игрок года (девушки)             |                               |                |                            |                     | Aurora                 |                   |